# Metamazarredia atypa
Metamazarredia atypa är en insektsart som först beskrevs av Bolívar, I. 1887.  Metamazarredia atypa ingår i släktet Metamazarredia och familjen torngräshoppor. Inga underarter finns listade i Catalogue of Life.